# Laena baiorum
Laena baiorum (лат.) — вид жуков-чернотелок рода Laena из подсемейства мохнатки (Lagriinae, Tenebrionidae). Эндемик Китая. Вид назван по имени народности Бай, проживающей в районе обнаружения типовой серии.

## Распространение
Китай: провинция Юньнань, Diancang Shan (2800 м).

## Описание
Мелкие бескрылые жуки-чернотелки, длина тела от 8,0 до 9,0 мм. Отличается плотной, но мелкой пунктировкой переднеспинки (у близкого вида Laena alesi она редкая и крупная). Пронотум плоский и субквадратный. Обитают в наземном лесном ярусе. Вид был впервые описан в 2008 году немецким колеоптерологом Вольфгангом Шваллером (нем. Dr. Wolfgang Schawaller; Государственный музей естественной истории Штутгарта, Штутгарт, Германия).